# Српска православна црква Светог Димитрија у Бајши
Српска православна црква Светог Димитрија у Бајши је подигнута 1818. године. Када су племићи из породице Зако саградили дворац на свом поседу у Бајши, недалеко од Бачке Тополе, повезали су га кроз дворски врт са новосаграђеном православном црквом посвећеној Светом Димитрију. Година завршетка храма, 1818, записана је изнад главног улаза. Црква је под заштитом државе као споменик културе од великог значаја.

## Опис
Црква је једнобродна грађевина са споља тространом а изнутра полукружном апсидом и плитким правоугаоним певницама. Из прочеља се издиже класицистички двоспратни звоник фланкиран забатом, на чијим су крајевима вазе у виду акротерија. На звонику су правоугаони, лучно завршени прозори и окулуси, док су на угловима пиластри са капителима у облику профилисаних архитрава. На западној фасади је плитак ризалит фланкиран пиластрима који су надвишени архитравом украшеним фризом пластично обликованих листова палмете и четворолисних розета. На бочним фасадама су изведене по две нише уоквирене лезенама и надвишене полукружним луковима.
Једноставан, издужени унутрашњи простор храма пресведен је полуобличастим сводовима и ојачаним луцима. Луци се на бочним странама ослањају на удвојене класицистичке конзоле које су подухваћене кратким архитравним гредама. Иконостас је 1854. године израдио Јован Клајић, ђак бечке уметничке Академије. Иако је по образовању припадао кругу српских романтичара, он је у својим делима показао склоност према назаренском и класицистичком сликарству.